# ميانسرا (أملش الجنوبي)
میانسرا (بالفارسية: میانسرا) هي قرية تقع في إيران في غيلان. يقدر عدد سكانها بـ 37 نسمة بحسب إحصاء 2016.